# Eta Pavonis
Eta Pavonis (2 Pavonis) é uma estrela na direção da constelação de Pavo. Possui uma ascensão reta de 17h 45m 44.00s e uma declinação de −64° 43′ 25.4″. Sua magnitude aparente é igual a 3.61. Considerando sua distância de 371 anos-luz em relação à Terra, sua magnitude absoluta é igual a 1.41. Pertence à classe espectral K1III.